# Erucaria
Erucaria és un gènere de plantes amb flors dins la família brassicàcia. Consta de més de 30 espècies pròpies principalment de les regions àrides sahariana i irano-turaniana.
Als Països catalans només és autòctona l'espècie:
- Erucària (Erucaria hispanica)

## Algunes espècies
| - Erucaria aegiceras - Erucaria aleppica - Erucaria bornmuelleri - Erucaria cakiloidea - Erucaria crassifolia - Erucaria erucarioides - Erucaria glabra - Erucaria glandulosa - Erucaria grandiflora - Erucaria hamrinensis | - Erucaria hirsuta - Erucaria hispanica - Erucaria hypognea - Erucaria hyrcanica - Erucaria latifolia - Erucaria lineariloba - Erucaria longifolia - Erucaria lutescens - Erucaria microcarpa - Erucaria monostachia - Erucaria myagroides | - Erucaria oliverii - Erucaria ollivieri - Erucaria persica - Erucaria pinnata - Erucaria reboudii - Erucaria rostrata - Erucaria rupestris - Erucaria tenuifolia - Erucaria tetrastachia - Erucaria uncata - Erucaria villosa |